# San José de Cusmapa
San José de Cusmapa es un municipio del departamento de Madriz en la República de Nicaragua. Está situado a una distancia de 248  kilómetros de la capital de Managua, y a 30 kilómetros de la ciudad de Somoto.

## Geografía
El término municipal limita al norte con el municipio de Las Sabanas, al sur y este con el municipio de San Juan de Limay y al oeste con el municipio de San Francisco del Norte y la República de Honduras. La cabecera municipal está ubicada a 248 kilómetros de la capital de Managua.
El municipio más elevado de Nicaragua es a 1,288 m s. n. m.

## Demografía
San José de Cusmapa tiene una población actual de 8,505 habitantes. De la población total, el 51.2% son hombres y el 48.8% son mujeres. Casi el 26.3% de la población vive en la zona urbana.

## Naturaleza y clima
El municipio tiene un clima tropical. Su temperatura oscila entre los 26 a 28 °C y precipitaciones anuales de 1200 – 1400 m s. n. m. Posee unos de los Miradores más emblemáticos de Nicaragua, con una bella vista hacia el pacífico nicaragüense donde se observa la cordillera volcánica y el golfo de Fonseca. Debido a la ausencia de fuente hídricas de agua dulce, este territorio sufre de constantes sequías.

## Localidades
Existen un total de 12 comunidades agrupadas en tres microrregiones siguientes:
- Microrregión 1: La Jabonera, El Chilamatal y La Jagua.
- Microrregión 2: El Carrizo, El Lajero, El Ángel y Aguas Calientes.
- Microrregión 3: Jocomico, El Horno, El Gavilán, Imires y Apante.

## Economía
La principal actividad económica es la agricultura y ganadería y café en poca escala; así como también el cultivo de granos básicos como maíz, fríjol y sorgo, para el consumo local, además de esto una actividad económica que se da es la extracción de madera en mediana escala. La actividad económica industrial no existe ni se desarrolla en el municipio.

## Cultura
La población del municipio conserva en su mayoría los rasgos fisonómicos de sus antepasados, los indígenas, antiguos pobladores del continente americano.